# さんふらわあ だいせつ
さんふらわあ だいせつ（SUNFLOWER DAISETSU）は、商船三井さんふらわあが運航しているRO-RO船。かつてはフェリーとして運航されており、当初は九越フェリーのニューれいんぼうらぶとして就航した。

## 概要

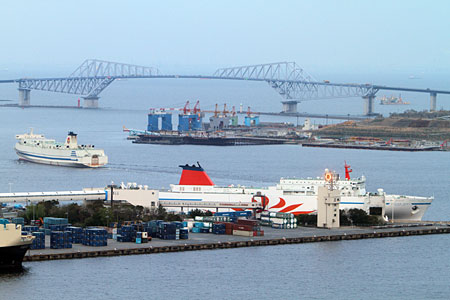
暫定運航で有明フェリーターミナルに接岸中の「さんふらわあ だいせつ」

れいんぼうらぶの代船として三菱重工業下関造船所で建造され、2001年7月、室蘭 - 直江津 - 博多航路に就航した。
安価・低金利な本船を建造し、船価の高騰した時期に建造され過剰な設備が問題となっていた既存のれいんぼうべる型船を売却し売却益の確保で経営改善を図るとしていた。
れいんぼうべる型の基本設計概念を踏襲し省エネ・省力化を取り入れ、主機馬力を10%以上削減し運輸施設整備事業団「環境負荷低減船」第一号認定を受けるほかエレベーターやバリアフリー客室といったバリアフリー化、1段ベッドのみのモノクラス化による居住性向上とサービスの省力化などを図った。
2003年の東日本フェリーグループ破綻後は2005年に再建スポンサーのリベラに買収され東日本フェリーのブランドで運行を継続、2006年12月に商船三井フェリーのさんふらわあ みと・さんふらわあ つくばと交換された。
商船三井フェリーへの転属後は苫小牧 - 大洗航路の深夜便に就航、2007年3月にさんふらわあ だいせつに改名。
2025年、後継船のさんふらわあ かむいの就航に伴い、2025年1月19日苫小牧発便をもって旅客営業を終了。4月12日より東京-苅田間の貨物航路にてRORO船として使用され苅田港発便より再就航。

### 航路
九越フェリー
- 室蘭港 - 直江津港 - 博多港（2001年7月 - 2006年12月）

ニューれいんぼうべる（現・さんふらわあ しれとこ）とともに隔日運航された。
商船三井フェリー/商船三井さんふらわあ
- 苫小牧港 - 大洗港（2007年1月 - 2025年1月）
「さんふらわあ しれとこ」とともに深夜便に就航していた。
- 東京港 - 苅田港/宇野港（2025年4月 - ）
RO-RO船に転換。

## 設備
Aデッキ
- 特別室：2名×2室・4名（2004年8月 - 2006年12月・2012年5月 - 2020年4月一般販売 商船三井時代は「デラックスルーム」）
- レストラン・軽食コーナー「レインボーホール」（商船三井時代は「ホール」として自販機供食のみ）
- 展望ラウンジ
- 展望浴場
- ゲームコーナー

Bデッキ
- 2等寝台（商船三井時代は「カジュアルルーム」）
  - 一般区画：4名×20室
  - ドライバー区画：10名×1室・12名×5室

- 案内所
- ドライバー浴室
- ドライバー娯楽室
- ペットルーム（商船三井時代に新設）

## 事故

### 灯浮標への衝突
2009年1月31日、0時48分ごろ、大洗港へ入港する際、突風により圧流され、防波堤入口の西側に設置された灯浮標に衝突した。 衝突により本船は、船尾外板に擦過傷、プロペラの曲損を生じ、灯浮標も損傷した。事故発生当時、発達した低気圧の影響で、約18m/sの突風を伴う、約10m/sを超える風が吹いていた。

### 車両甲板での火災
2015年7月31日、大洗から苫小牧へ向かう北行便での運航中、苫小牧港の沖合50キロメートルの海上で車両甲板から火災が発生した。乗客は全員避難したが、2等航海士の男性が行方不明となり、同年8月3日に死亡が確認された。同年8月5日には函館沖へ曳航され、8月10日には全面鎮火し、室蘭港への曳航を開始した。火元は第2甲板の右舷中央部に積載されていたトラックの保冷機の短絡及び断線であり、その直上に積まれていた貨物車に未申告で積まれていた大量の小型ガスボンベに引火したのが被害拡大の原因だった。
9月3日には、船体の損傷は火元周辺など限定的でエンジンも無事であったため、函館市の函館どつく函館造船所での修復を行い、2016年の早い段階で運航再開を行う方針が示された。
関東運輸局からの「運送の安全確保等に関する命令」に基づき消火プランの策定・訓練実施・消火設備増設といった改善を行い火災事故から約半年後の2016年2月3日の苫小牧発夕方便から航路に復帰。初日は旅客サービス設備調整のため無人車両のみを取り扱い、翌日の大洗発便から旅客扱いを再開。